# Bucculatrix amara
Bucculatrix amara är en fjärilsart som beskrevs av Edward Meyrick 1913. Bucculatrix amara ingår i släktet Bucculatrix och familjen kronmalar. Inga underarter finns listade i Catalogue of Life.